# Elecciones federales de Australia de 1993
El sábado 13 de marzo de 1993 se celebraron elecciones federales en Australia, en las que se renovaron la Cámara de Representantes y parte del Senado.

## Resultados
|  | Partido                       | Votos      | %     | +/-   | Escaños | +/- |
|  | Partido Laborista Australiano | 4.751.390  | 44.92 | +5.49 | 80      | +2  |
|  | Partido Liberal de Australia  | 3.923.786  | 37.10 | +2.06 | 49      | -6  |
|  | Partido Nacional de Australia | 758.036    | 7.17  | -1.25 | 16      | +2  |
|  | Demócratas Australianos       | 397.060    | 3.75  | -7.51 | 0       | 0   |
|  | Australian Greens             | 196.702    | 1.86  | *     | 0       | 0   |
|  | Independientes                | 328.084    | 3.10  | +0.56 | 2       | +1  |
|  | Otros                         | 221.721    | 2.10  | -1.21 | 0       | 0   |
|  | Total                         | 10.576.779 |       |       | 147     | -1  |
|  | Partido Laborista Australiano | 5.436.421  | 51.44 | +1.54 | 80      | +2  |
|  | Coalición Liberal- Nacional   | 5.133.033  | 48.56 | -1.54 | 65      | -4  |

- Datos: Q1357950